# Marie Arnsburg

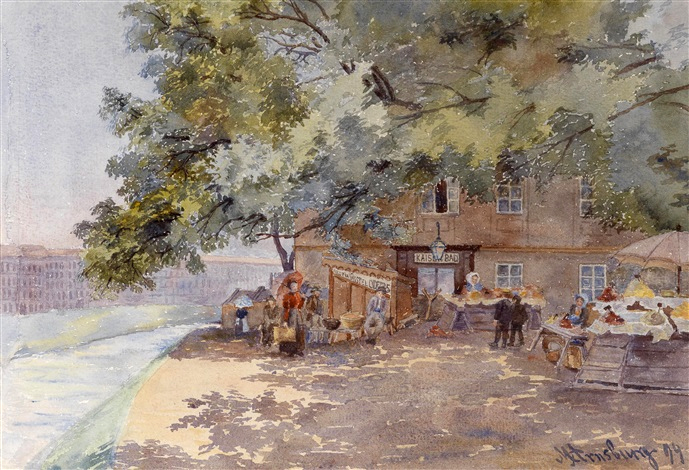
Das alte Kaiserbad am Donaukanal

Maria „Marie“ Christina Elisabeth Jeremias-Arnsburg, auch Arnsburg-Rain (* 3. Jänner 1853 in Wien; † 30. Mai 1940 ebenda), war eine österreichische Malerin.

## Familie
Sie war die Tochter der Burgschauspieler Friedrich Ludwig Arnsburg (1820–1891) und Maria Magdalena Fichtner. Elise Fichtner (1809–1889) war somit ihre Großmutter, ihre Urgroßmutter Sofie Wilhelmine Marie Koberwein und ihre Ururgroßeltern Franz und Edmunda Bulla.
Ihre Schwester Sophie Arnsburg (auch Arnsburg-Reiner, * 1866 in Wien; † 15. Februar 1936 ebenda) war ebenfalls Malerin. Sie erhielt ihre künstlerische Ausbildung bei Rosa Schweninger und malte schlichte naturalistische Blumenstücke sowie Porträts.

## Leben
Marie Arnsburg war Schülerin der Kunstgewerbeschule des K. K. Österreichischen Museums für Kunst und Industrie bei Ludwig Minnigerode und ab 1885 zählte sie zu der Künstlerkolonie Schloss Plankenberg von Emil Jakob Schindler. Nach dem Tode Schindlers wurde sie für drei Jahre eine Schülerin von Hugo Darnaut, der von 1893 bis 1912 das Schloss Plankenberg mietete. 1897 setzte sie ihre Studien bei Peter Paul Müller in München fort.
Arnsburg wurde für ihre stimmungsimpressionistischen Landschaften, Veduten, Blumenstücke und Stillleben bekannt. Häufig wählte sie Altwiener Ansichten und Architekturen als Motiv. Sie war um 1912 Betreiberin einer privaten Malschule und hatte auch zahlreiche Ausstellungen in Wien (Künstlerhaus) und Graz.
Von 1926 bis 1937 unterhielten Marie und Sophie Arnsburg ein gemeinsames Atelier. Zusammen führten sie auch eine Malschule für Frauen und Mädchen auf der Freyung (Schottenhof) in Wien.
Marie Arnsburg war Mitglied des Albrecht-Dürer-Vereins Wien, des Verbands bildender Künstler Steiermarks und des Vereins der Schriftstellerinnen und Künstlerinnen in Wien (1897–1926, 1919/1920 Vizepräsidentin).
Einige Aquarelle von Arnsburg befinden sich heute u. a. im Wien Museum und im Österreichischen Theatermuseum.